# (467293) 2016 EP196
(467293) 2016 EP196 es un asteroide perteneciente al cinturón de asteroides, descubierto el 29 de septiembre de 2005 por el equipo Spacewatch desde el Observatorio Nacional de Kitt Peak (Arizona, Estados Unidos).